# Elaenia sordida
El fiofío brasileño (Elaenia sordida), también denominado fiofío oscuro (en Paraguay y Uruguay), fiofío paranaense (en Argentina), o viudita oscura (en Uruguay) es una especie de ave paseriforme de la familia Tyrannidae perteneciente al numeroso género Elaenia . Habita en bosques y selvas del centro-este de América del Sur.

## Distribución y hábitat
Habita en los estratos medios de selvas y bosques húmedos de sierras, quebradas y llanuras subtropicales y tropicales, en la región centro-oriental de América del Sur. Se distribuye en los estados del sudeste y sur de Brasil (sur de Mato Grosso do Sul al este hasta Minas Gerais, localmentre hasta el centro de Bahía, y al sur hasta Río Grande del Sur), el este de Paraguay, el nordeste de Uruguay y el nordeste de la Argentina, en las provincias de: Misiones y Corrientes (solo en el nordeste provincial).

## Características
Este pájaro mide 16 cm de longitud y posee un plumaje similar al de otras especies del género. Es característico su tonalidad olivácea más oscura en el pecho y su falta de corona oculta. Posee dos notables filetes claros en las cubiertas alares y filetes amarillo-oliváceos en las remeras.
Se diferencia de Elaenia obscura por presentar las partes superiores más oscuras, más opacas y más oliváceas (menos pardas), con menos contraste entre el dorso y la cabeza y por exhibir el pecho, la garganta y los flancos con un tono grisáceo más oscuro; además, las longitudes promedio del ala y la cola son mayores.

## Conservación
Según la organización internacional dedicada a la conservación de los recursos naturales Unión Internacional para la Conservación de la Naturaleza (IUCN), al no poseer mayores peligros, presentar una extensa distribución y vivir en muchas áreas protegidas, la clasificó como una especie bajo “preocupación menor” en la obra: Lista Roja de Especies Amenazadas.

## Taxonomía

### Descripción original
Este taxón fue descrito, originalmente con nivel de subespecie, en el año 1941 por el ornitólogo estadounidense John Todd Zimmer, con el nombre científico de Elaenia obscura sordida.

### Etimología
El nombre genérico femenino «Elaenia» deriva del griego «ελαινεος elaineos» que significa ‘de aceite de oliva’, ‘oleaginosa’; y el nombre de la especie «sordida», proviene del latín «sordidus» que significa ‘sucio’, ‘en mal estado’.

### Localidad tipo
La localidad tipo referida es: “Franca, en el estado de São Paulo, Brasil”.

### Holotipo
El ejemplar holotipo designado es el catalogado como: AMNH 140.088 (número original: 26); se trata de una hembra adulta, la que fue capturada en septiembre de 1910 por Garbe. Se encuentra depositada en la colección de ornitología del Museo Americano de Historia Natural (AMNH), ubicado en Manhattan, ciudad de Nueva York, Estados Unidos.

### Historia taxonómica y relaciones filogenéticas

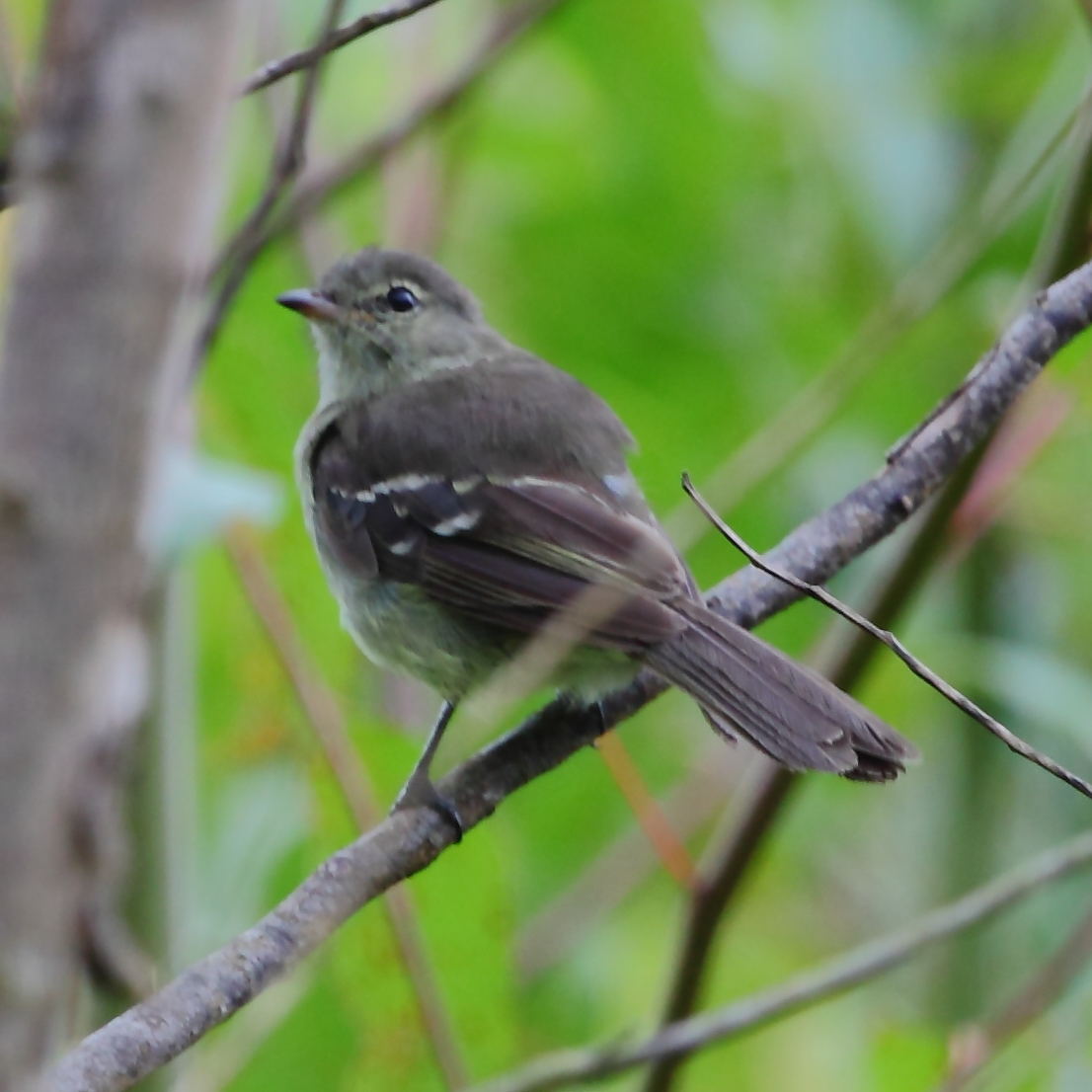
Elaenia sordida en São Luís do Paraitinga, estado de São Paulo, Brasil.

Durante largo tiempo esta ave fue tratada como una subespecie respecto a la especie Elaenia obscura, la que habita en las selvas andinas desde Ecuador hasta el noroeste de la Argentina, y que había sido descrita por los naturalistas franceses Alcide Charles Victor Marie Dessalines d'Orbigny y Frédéric de Lafresnaye en el año 1837 bajo el nombre científico de  Muscipeta obscura. Estudios llevados a cabo durante el siglo XXI confirmaron que en realidad son dos especies independientes, las que, si bien tienen diferencias morfológicas menores, presentan diferencias genéticas y vocales significativas.
Elaenia o. sordida es, en promedio, mayor que Elaenia o. oscura, además de presentar algunas pequeñas diferencias entre el patrón cromático de sus plumajes. Las divergencias mitocondriales entre ambos taxones son comparables a las que se presentan entre otras especies relacionadas del género Elaenia y son 10 veces más altas que las divergencias encontradas entre las distintas poblaciones de Elaenia o. obscura y sería pariente más próxima de Elaenia dayi que de la propia E. obscura. Respecto a sus vocalizaciones, las diferencias entre las de ambos taxones son de una magnitud que en la familia de los tiránidos normalmente solo se encuentra entre distintos taxones de nivel especie. Un año después, Jeremy C. Minns confirmó estas diferencias, señalando que mediante sus vocalizaciones es posibles distinguirlos, ya que los de ambos son extensas y que apenas presentan una superposición mínima entre sí. El Comité de Clasificación de Sudamérica (SACC) aceptó la separación en la Propuesta No 806.
Es monotípica.